# Geogarypus shulovi
Espèce
Geogarypus shulovi est une espèce de pseudoscorpions de la famille des Geogarypidae.

## Distribution
Cette espèce se rencontre en Israël, en Turquie, en Iran et au Turkménistan et en Grèce.

## Description
Geogarypus shulovi mesure de 2,10 à 2,57 mm.

## Publication originale
- Beier, 1963 : Die Pseudoscorpioniden-Fauna Israels und einiger Angrenzender Gebiete. Israel Journal of Entomology, vol. 12, p. 183-212.